# Vienne Classic
La Vienne Classic (anciennement Vienne Classic espoirs) est une course cycliste française disputée entre Chasseneuil et Chauvigny dans le département de la Vienne. Créée en 2003, elle était tout d'abord réservée aux espoirs jusqu'en 2012 inclus. Elle est la première manche de la Coupe de France DN3 depuis 2014.

## Palmarès
| Année                  | Vainqueur                 | Deuxième          | Troisième          |
| ---------------------- | ------------------------- | ----------------- | ------------------ |
| Vienne Classic espoirs |                           |                   |                    |
| 2003                   | Julien Belgy              | Marc Staelen      | Sébastien Bouchet  |
| 2004                   | Mickaël Delage            | Evgueni Sokolov   | Benoît Sinner      |
| 2005                   | Jonathan Hivert           | Paul Brousse      | Romain Chollet     |
| 2006                   | Stéphane Rossetto         | Alexandre Aulas   | Julien Berreterot  |
| 2007                   | Damien Gaudin             | Tanel Kangert     | Jérome Adnin       |
| 2008                   | Timofey Kritskiy          | Damien Branaa     | Kevin Cherruault   |
| 2009                   | Mathieu Bernaudeau        | Adrian Kurek      | Timofey Kritskiy   |
| 2010                   | Corentin Maugé            | Jérôme Cousin     | Mathieu Bernaudeau |
| 2011                   | Arnaud Démare             | Sébastien Fouchet | François Lançon    |
| 2012                   | Clément Saint-Martin      | Kévin Pigaglio    | Vincent Canard     |
| Vienne Classic         |                           |                   |                    |
| 2013                   | Frédéric Brun             | Yannis Yssaad     | Matthieu Simon     |
| 2014                   | Arnaud Labbe              | Marc Staelen      | Victor Tournerioux |
| 2015                   | Thomas Welter             | Fabio Do Rego     | Boris Zimine       |
| 2016                   | Killian Évenot            | Boris Zimine      | Grégory Noël       |
| 2017                   | Johan Paque               | Erwan Brenterch   | Jonathan Couanon   |
| 2018                   | Corentin Ville            | Alan Jousseaume   | Fabien Fraissignes |
| 2019                   | Maxime Renault            | Cyrille Patoux    | Cédric Delaplace   |
| 2020                   | Titouan Guy               | Mathieu Urbain    | Asbjorn Madsstuen  |
| 2021                   | Théo Menant               | Bryan Alaphilippe | Adrien Garel       |
| 2022                   | Florentin Lecamus-Lambert | Jordan Labrosse   | Kévin Le Cunff     |
| 2023                   | Théo Menant               | Loïc Chopier      | Anthony Macron     |
| 2024                   | Damien Bodard             | Tom Paquet        | Clément Guilbert   |
| 2025                   | Paul Conor                | Théo Thomassin    | Maxime Thomassin   |